# A terület mértékegységei
A terület mértékegységei SI szabvány szerint a négyzetméter (m²), négyzetmilliméter (mm²), négyzetkilométer (km²), de használatosak még más egységek is.
- 1 négyzetmilliméter = 0,000001 négyzetméter = 10−6 négyzetméter
- 1 négyzetkilométer = 1 000 000 négyzetméter = 106 négyzetméter

## Nem SI-egységek

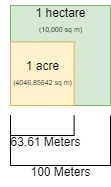
Az acre és a hektár összehasonlítása

- 1 négyszögöl = 3,59665 m²
- 1 acre = 4046,85642 m²
- 1 kataszteri hold = 1600 négyszögöl = 5754,64 m² =0,575464 hektár (ha)
- 1 hektár (ha) = 10 000 m²